# Google Pigeon
Google Pigeon est une mise à jour majeure de l’algorithme de Google pour les résultats de recherche locale. La mise à jour a été baptisée ainsi par Search Engine Land .

## Effets et conséquences
La mise à jour Google Pigeon a été lancée aux États-Unis le 24 juillet 2014.  Il s’agit d’un algorithme qui a pour objectif de proposer des résultats de recherche plus utiles, plus précis et plus pertinent au niveau local. La mise à jour se répercute sur le référencement des sites web d’entreprises, d’entités ou de personnes en fonction de paramètres améliorés de distance et de situation géographique. 
Cette mise à jour a conduit un grand nombre de webmestres à modifier leur stratégie de référencement local afin de s’adapter au nouvel algorithme,.